# Ralf Kelm
Ralf Kelm (* 24. Mai 1950) ist ein ehemaliger deutscher Fußballspieler.

## Leben
Kelm spielte für den SC Concordia Hamburg in der Regionalliga Nord, damals die zweithöchste Spielklasse im bundesdeutschen Fußballsport. In der letzten Regionalliga-Spielzeit 1973/74 war er mit elf Treffern bester Torschütze Concordias.
Anschließend wechselte er innerhalb Hamburgs zur von Trainer Reinhold Ertel betreuten Mannschaft vom HSV Barmbek-Uhlenhorst und damit in die neugegründete 2. Fußball-Bundesliga. Für Barmbek-Uhlenhorst stand Mittelfeld- und Angriffsspieler Kelm in der Saison 1974/75 in 35 Zweitligabegegnungen auf dem Platz und erzielte acht Tore, stieg mit den Hamburgern jedoch aus der 2. Bundesliga ab.